# Стойчо Стойчев (генерал)
Стойчо Тотев Стойчев е български партизанин, офицер, генерал-майор.

## Биография
Роден е на 12 февруари 1920 г. в казанлъшкото село Манолово. От 1940 г. е член на РМС, а на БКП от 1944 г. От 1934 до 1939 г. учи в Пловдивската гимназия. От юли 1939 до февруари 1941 г. е тухларски работник в пловдивското село Рогош. Между февруари и декември 1941 г. учи в Школата за запасни офицери. След това от януари до ноември 1942 г. изкарва военната си служба в Дедеагач. Завръща се в Пловдив и до май 1943 г. е безработен. През май 1943 г. е назначен в Данъчното управление. По това време става секретар на сектор на РМС и по-късно член на Районния комитет на РМС. От ноември 1943 г. е взводен командир в десета конна дивизия в Долни Хисар, Дедеагачко. На 8 август 1944 г. заедно с 6 войници, 1 подофицер и още двама офицери бяга от армията и става партизанин във втора родопска бригада „Васил Коларов“. На 26 септември 1944 г. е назначен за помощник-командир на 4-то артилерийско отделение от шести артилерийски полк. Според други данни е помощник-командир на артилерийски дивизион в Общовойсковия мото-артилерийски полк. В периода юли 1945 – декември 1947 г. е помощник-командир на двадесет и седми пехотен чепински полк. От декември 1947 до март 1949 г. е временно изпълняващ длъжността командир на четиринадесети стрелкови полк в Благоевград. Между март и ноември 1949 г. е временен заместник-командир по строевата част на пети стрелкови полк в Русе. В периода ноември 1949 – декември 1950 г. е временен заместник-командир на 31-ви стрелкови полк, а от декември 1950 г. до юни 1952 г. е негов командир. Между юни 1952 и декември 1953 г. е изпълняващ длъжността заместник-началник на управление „Бойна подготовка“ в Министерството на отбраната. От декември 1953 г. е командир на осемнадесета мотострелкова дивизия в Шумен. Завършва Тиловата академия „Молотов“ в СССР. В периода 21 октомври 1959 – 16 октомври 1985 е заместник-началник на тила на българската армия и член на Военния съвет на тила на българската армия. Достига до чин генерал-майор през 1969 г.
Награждаван е със съветския орден „Червена звезда“ и орден „Народна република България“ – II ст. (указ №280 от 6 февруари 1970).

## Образование
- Пловдивска гимназия (1934 – 1939)
- Школа за запасни офицери (февруари – декември 1941)
- Тилова академия „Молотов“, СССР